# Elaphoglossum quisqueyanum
Elaphoglossum quisqueyanum är en träjonväxtart som beskrevs av Alejandra Vasco. Elaphoglossum quisqueyanum ingår i släktet Elaphoglossum och familjen Dryopteridaceae. Inga underarter finns listade.